# Foszfatidilinozit-4,5-biszfoszfát
A foszfatidilinozit-4,5-biszfoszfát, röviden PtdIns(4,5)P2, PIP2 vagy PI(4,5)P2, a sejtmembránban kis mennyiségben jelen lévő foszfolipid. A sejtmembránban fontos jelzőfehérjék szubsztrátjaként van főként jelen. A PIP2 lipidcsoportokat alkot, ezek rendezik a fehérjéket.
Elsősorban I-es típusú foszfatidilinozit-4-foszfát-5-kinázok állítják elő PI(4)-ből. Állatokban előállíthatják II-es típusú foszfatidilinozit-5-foszfát-4-kinázok is PI(5)P-ből.
A PIP2 zsírsavai fajonként és szövetenként eltérhetnek, de a leggyakoribbak az 1-es pozícióban a sztearinsav, a 2-esben az arachidonsav.

## Jelzőutak
A PIP2 számos sejtkommunikációs útban, például a PIP2-ciklusban, a PI3K/AKT/mTOR-útban és a PI5P-metabolizmusban is fontosak. 2011-ben megtalálták a sejtmagban, itt funkciója ismeretlen.

## Funkciói

### Sejtvázdinamika a membránokhoz közel
A PIP2 szabályozza a szálas aktin (F-aktin) szerveződését, polimerizációját és elágazását az F-aktin-szabályzó fehérjékhez kötve.

### Endocitózis és exocitózis
A foszfoinozitidek, különösen a PI(4,5)P2 fontosságát az exocitózisban 1990-ben fedezték fel. Eberhard és társai észrevették, hogy a PI-specifikus foszfolipáz C hozzáadása digitoninnal permeabilizált krómaffin sejtekhez csökkentette a PI-szintet, és gátolta a kalcium által indított exocitózist. Ez ATP-dependens szakaszban előnyben részesült, vagyis a PI-funkció szükségesnek bizonyult a szekrécióhoz. Későbbi tanulmányok e szakasz alatt szükséges fehérjéket azonosítottak, például foszfatidilinozittranszfer-proteint, foszfoinozit-4-monofoszfatáz-5-kináz Iγ-t (PIPKγ), mely a PI(4,5)P2-helyreállítást mediálja ATP-dependensen permeábilissejt-inkubációban. E későbbi tanulmányok alapján a PI(4,5)P2-specifikus antitestek csökkentették az exocitózist.
PI-specifikus kináz/foszfatázazonosítással és PI-antitestek/gyógyszerek/blokkolók felfedezése révén a PI szerepét a szekréciószabályzásban nagymértékben kutatták. A PI(4,5)P2-pufferként vagy -blokkolóként működő PHPLCδ1 domén túlexpresszióját használó tanulmányok A PIPKIγ-knockout krómaffin sejtekben és a központi idegrendszerben, a PIPKIγ-knockdown β-sejt-vonalakban és a szinaptojanin 1 membránhoz kötött inozit-5-foszfatáz doménjének túlexpressziója alapján a vezikuláris szekréciót csökkentette a PI(4,5)P2-hiány vagy -blokkolás. Néhány további tanulmány e vezikulumok RRP-jének csökkenéséről számolt be, bár a kapcsolt vezikulumok száma nem változott PI(4,5)P2-csökkenés után, ami a primingszakasz alatti hiányra utal. Későbbi tanulmányok szerint a PI(4,5)P2 kölcsönhatásai a CAPS-szel, a Munc13-mal és a szinaptotagmin1-gyel szerepet játszhatnak a PI(4,5)P2-dependens priminghibában.

### IP3/DAG-út
A PIP2 az IP3/DAG-út köztiterméke, melyet a G-protein-kapcsolt receptorok Gq α-alegységet aktiváló ligandumai indítanak el. A PIP2 a fehérjereceptorok, például α1 adrenerg receptorok által aktivált foszfolipáz C (PLC) általi hidrolízis szubsztrátja. A PIP2 szabályozza számos membránprotein és ioncsatorna, például az M-csatorna funkcióját. A PLC-katalízis termékei az inozit-1,4,5-triszfoszfát (IP3) és egy diglicerid (DAG), melyek másodlagos hírvivők. E kaszkádban a DAG a sejtmembránon marad, és a fehérjekináz C (PKC) aktiválásával aktiválja a jelkaszkádot. Ez más citoszolfehérjéket aktivál foszforilációjukkal. A PKC hatását foszfatázok fordíthatják vissza. Az IP3 a citoplazmába kerülve aktiválja az IP3-receptorokat a sima endoplazmatikus retikulumon (ER), megnyitva az ottani kalciumcsatornákat, lehetővé téve azok mobilizációját bizonyos Ca2+-csatornákon keresztül a citoszolba. A kalcium a kaszkádban más fehérjék aktiválásával vesz részt.

### Foszfolipidkötés
Az I. osztályú PI3-kinázok a PIP2-t foszforilálják, foszfatidilinozit-(3,4,5)-triszfoszfátot (PI(3,4,5)P3) adva, és a PIP2 PI4P-ből létrehozható. A PI4P, a PI(3,4,5)P3 és a PI(4,5)P2 nemcsak enzimszubsztrátok, hanem bizonyos, a fehérjék plazmamembránba kerülését és a jelkaszkádok aktiválását segítő doménekhez kötő foszfolipidek.
- A PIP3 által aktivált fehérjék például az Akt, a PDPK1 és a Btk1.
- A PIP2 közvetlen hatására példa a Na+-csatorna megnyitása, mely a növekedésihormon-kibocsátásban minor működés a növekedésihormon-kibocsátó hormon által.[25]

### Káliumcsatornák
A belső rektifikáló káliumcsatornák aktiválásához szükséges a PIP2-kötés.

### G-protein-kapcsolt receptorok
A PIP2 stabilizálja az A osztályú G-protein-kapcsolt receptorok (GPCR) aktív állapotát közvetlen kötéssel, és szelektivitását erősíti bizonyos G-proteinek felé.

### G-proteinkapcsoltreceptor-kinázok
A PIP2 aktiválja a G-proteinkapcsoltreceptor-kináz 2-t (GRK2) a membránon a GRK2 nagy lebenyéhez kötve. Ez stabilizálja azt, és úgy rendezi el, mely lehetővé teszi a β-adrenerg receptor hatékonyabb foszforilációját.

### Szabályzás
A PIP2-t számos eltérő komponens szabályozza. Egy hipotézis szerint koncentrációja helyileg kezelt. A szabályzásban résztvevő faktorok például:
- lipidkinázok, lipidfoszfatázok
- lipidtranszfer-fehérjék
- növekedési faktorok, kis GTPázok
- sejtkapcsolás
- sejtközi kölcsönhatások
- sejttérfogat-változás
- sejtdifferenciációs állapot
- sejtstressz

## Fordítás
Ez a szócikk részben vagy egészben  a   Phosphatidylinositol 4,5-bisphosphate című angol Wikipédia-szócikk ezen változatának fordításán alapul.  Az eredeti cikk szerkesztőit annak laptörténete sorolja fel. Ez a jelzés csupán a megfogalmazás eredetét és a szerzői jogokat jelzi, nem szolgál a cikkben szereplő információk forrásmegjelöléseként.